# Zemětřesení v jihovýchodním Španělsku 2011

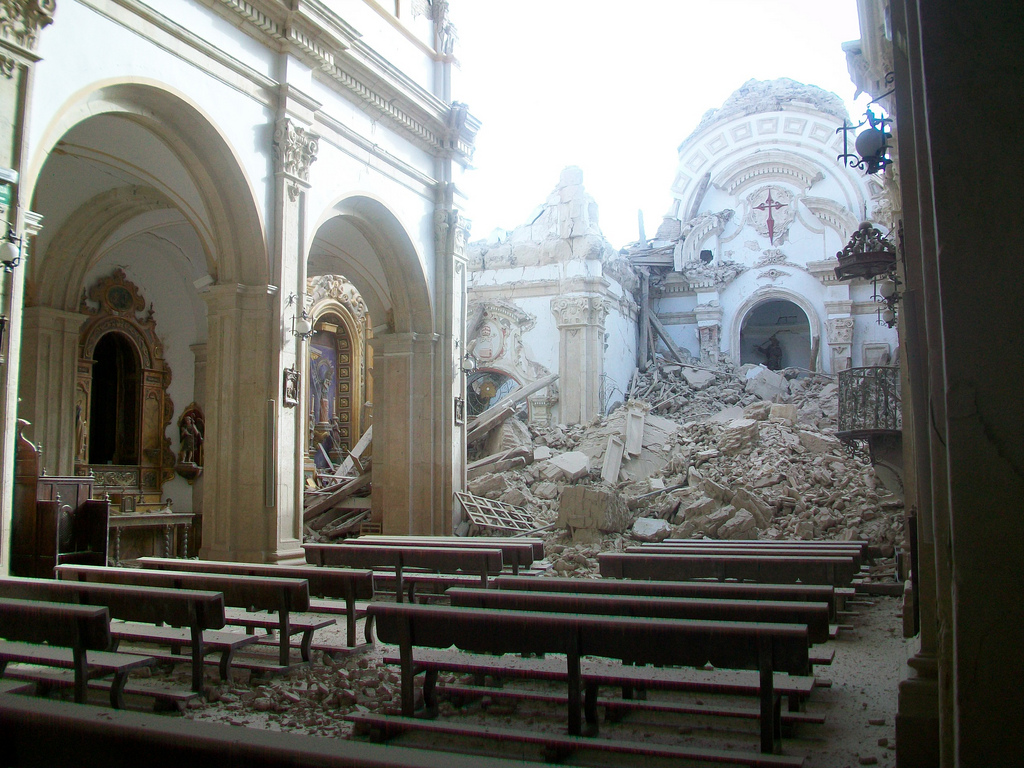
Poničený kostel Santiago po zemětřesení

Zemětřesení v jihovýchodním Španělsku 2011 (španělsky Terremoto de Lorca de 2011) bylo zemětřesení střední velikosti 5,1 Mw, , které se odehrálo 11. května 2011 a mělo epicentrum nedaleko města Lorca. Zemřelo 10 lidí a více než 400 lidí bylo zraněno.